# DFB-Sportgericht
Das DFB-Sportgericht ist das höchste Kontrollorgan im Deutschen Fußball-Bund. Das Gericht kann Sanktionen gegenüber Vereinen erlassen, welche sich über ein breites Spektrum verteilen. Es ist zuständig in verbandsinternen „Strafverfahren“, welche Sanktionen gegen Vereine oder Spieler der höheren Ligen nach sich ziehen. Gegen das Urteil des Gerichts kann Einspruch vor dem DFB-Bundesgericht eingelegt werden oder eine neue Verhandlung vor dem Sportgericht eingefordert werden. Das Sportgericht wird von Stephan Oberholz geleitet.

## Geschichte
Das DFB-Sportgericht wurde im Jahre 1963 zusammen mit der Bundesliga gegründet und soll seitdem einen Raum für Verhandlungen aufgrund von Fehlverhalten einzelner Spieler, Vereine oder der Zuschauer bieten. Das DFB-Sportgericht ist zuständig für die Bundesligen und die Regionalliga. Das DFB-Sportgericht stellt eine eigene Instanz dar. Die Richter und Mitarbeiter arbeiten seit jeher ehrenamtlich.

## Struktur
Der Aufbau gleicht dem eines normalen Gerichtes. Ein Richter, sowohl Verteidiger als auch ein Kontrollausschuss sind vorhanden. Das vorsitzende Richteramt bekleidet seit 2022 Stephan Oberholz. Vor ihm amtierte von 2007 bis 2022 Hans Eberhard Lorenz.

## Verfahren
Das DFB-Sportgericht tritt bspw. zusammen, wenn ein Spieler etc. sich falsch verhalten hat. Dies beginnt bereits nach dem Erhalt einer Roten Karte durch den Schiedsrichter. Das Sportgericht legt je nach Härte des Fouls oder der Unsportlichkeit das Strafmaß fest, und nach Akzeptieren durch beide beteiligten Vereine wird ein schriftliches Urteil verfasst. Es werden nur etwa 20 % aller Urteile mündlich verhandelt. Ein Urteil des DFB-Sportgerichts kann nur vom DFB-Bundesgericht aufgehoben werden. Das Urteil des Bundesgerichtes wiederum kann u. U. vom Ständigen Schiedsgericht überprüft werden.